# Gilbert Govaert
 (janvier 2016).
Si vous disposez d'ouvrages ou d'articles de référence ou si vous connaissez des sites web de qualité traitant du thème abordé ici, merci de compléter l'article en donnant les références utiles à sa vérifiabilité et en les liant à la section « Notes et références ».
Pour les articles homonymes, voir Govaert.
Gilbert Govaert, né le 14 décembre 1951, est un joueur de football belge. 

## Biographie
Gilbert Govaert commence sa carrière professionnelle au Standard de Liège, il remporte la Coupe de la Ligue Pro en 1975.
Grand-père de Nicolas Raskin, Diablotin U19 et joueur du Standard de Liège.

## Palmarès
- Finaliste de la Coupe de Belgique en 1972 avec le Standard de Liège.
- Finaliste de la Coupe de Belgique en 1973 avec le Standard de Liège.
- Finaliste de la Coupe de la Ligue Pro en 1974 avec le Standard de Liège.
- Vainqueur de la Coupe de la Ligue Pro en 1975 avec le Standard de Liège.